# シーマックス
シーマックス（Sea Max）は、かつて石崎汽船が松山観光港 - 門司港 - 下関港間で運航していた高速船。2017年10月8日からは、ぱいじま2として安栄観光が石垣港 - 波照間港間で運航している。

## 概要

### 石崎汽船
同社は、松山港 - 尾道港（一時、宮浦港（大三島）、瀬戸田港（生口島）へ寄航）間の水中翼船航路を有していたが、本州四国連絡橋の整備により、松山方面から同航路を利用して広島県東部へ向かう人や、新幹線へ乗り換えて関東・関西方面へ向かう人が本州四国連絡橋経由にシフトしたため、需要が減少した。そのため架橋関連航路運航事業者に対する対策交付金を受けて、北九州との間に航路を開設するために本船を建造し、1998年3月に松山観光港 - 門司港間で運航を開始した。
一隻での運航で、朝松山港を出て一日二往復するシャトル運航の形態を取り、冬季の閑散期にはドック入りによる休航期間を設けていた。
当初は門司港までの運航だったが、2004年2月に下関港唐戸桟橋まで延航した。しかし、2006年5月乗降客の伸び悩みにより下関港までの延航を中止した。
その後も燃料費の高騰の影響で収支が悪化したため、2008年1月15日全区間にわたって航路を廃止した。
なお同社は、「シーマックス」以前から、松山港 - 広島港（一部便は呉港寄航）にて同形式の高速艇を瀬戸内海汽船（本社・広島市）との共同運航で「スーパージェット」の愛称で運航している。

### 安栄観光
運航休止後は小豆島で長らく係船されていたが、2016年には熊本ドックへ回航された。壱岐対馬シーラインが導入予定の超高速船として船影を自社のFacebookページに掲載するなど就航への動きがあった。

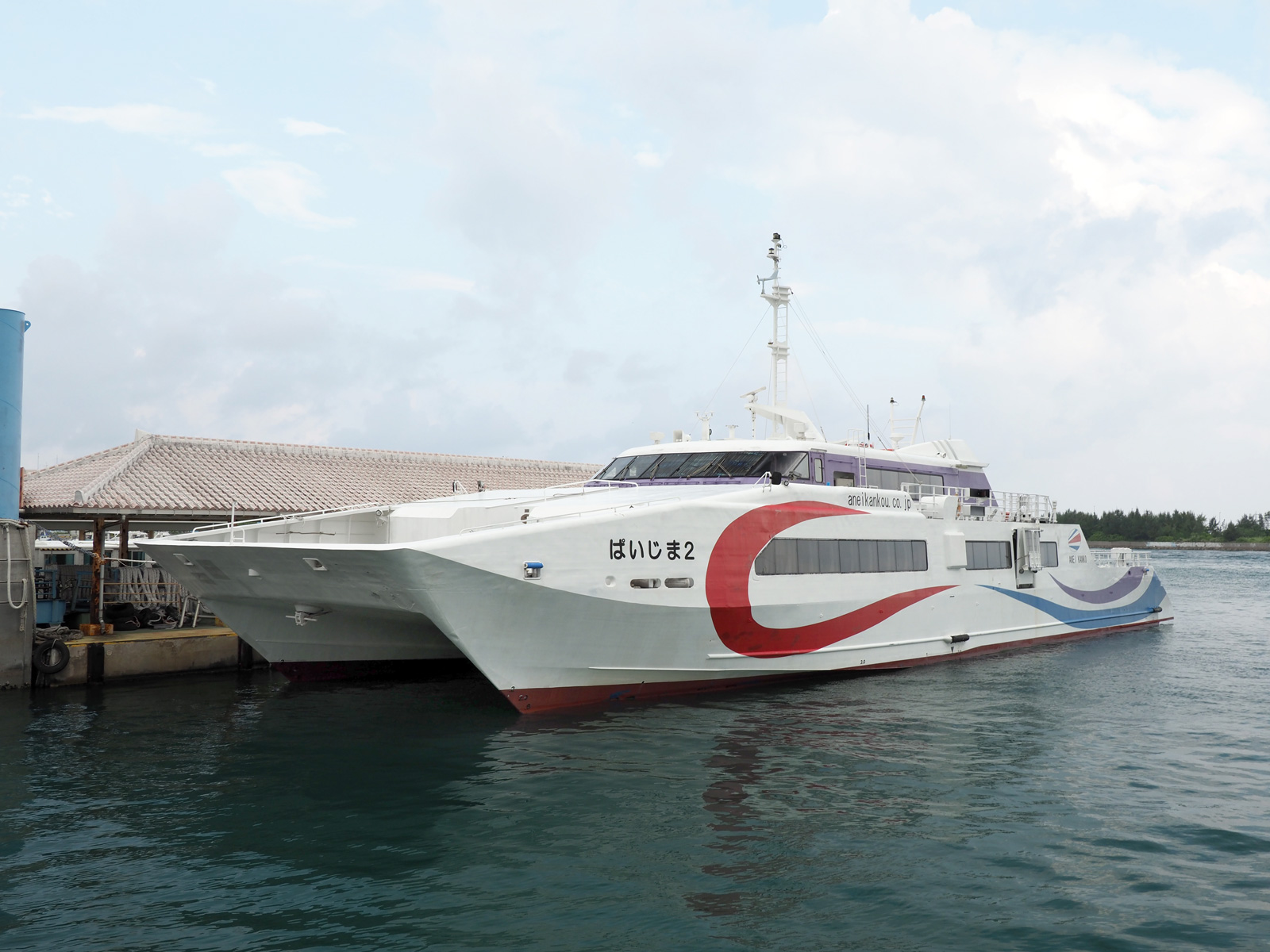
ぱいじま2（石垣港離島ターミナルにて）

その後、冬季の欠航率が高い石垣 - 波照間航路の就航率向上のため、大型高速船の導入を検討していた沖縄県離島航路確保維持協議会の航路改善計画に就航が盛り込まれ、安栄観光が本船を購入。2017年9月23日に石垣港に入港し、10月8日に「ぱいじま2」として就航した。
本船の就航により、石垣港-波照間港航路は、就航率が約70%から約80%に向上することが期待された一方、所要時間は既存の高速船が60分であるのに対し、本船では80分になるとされた。就航後、2018年3月までの第1便の就航率は平均89%に達した。一方、想定していた速度が確保できなかったため、所要時間は約100分に延びた。また、第2便・第3便については、最終便の運航が日没にかからないように従来の高速船での運航を余儀なくされた結果、就航率は50%台にとどまった。さらに、船体が大きいため、波照間港では既存の浮桟橋を利用できず、専用の浮桟橋を整備することとなった。

## 設計
船体の浮力と全没型水中翼を併用して浮上航行するハイブリッド船型の水中翼船で、基本型のスーパージェット30と同じくアルミニウム合金製の船体に高速ディーゼルエンジンを搭載、推進器にはウォータージェットが採用されている。拡大型の本船では船体が一回り大きくなり、主機関も4基搭載とされた。建造は同様に日立造船神奈川工場で行われている。1998年のシップ・オブ・ザ・イヤー準賞を受賞。
安栄観光「ぱいじま2」への転用にあたり主機関を2基に減らす改造を受けている。このため石崎汽船時代と比べると速力が低下している。